# Robert W. Merry
Robert W. Merry (* 3. Mai 1946 in Tacoma, Washington) ist ein US-amerikanischer Journalist, Publizist, Kommentator und Autor. Er war der Herausgeber der Zeitschrift The American Conservative.

## Leben
Er diente drei Jahre in der US-Armee, davon zwei Jahre als Spezialagent für Spionageabwehr in Westdeutschland. Er absolvierte die University of Washington mit einem Bachelor-Abschluss in Journalismus im Jahr 1968 und erwarb 1972 einen Master-Abschluss an der Columbia University Graduate School of Journalism.
Er begann seine Karriere als Reporter bei The Denver Post und wurde 1974 politischer Reporter in Washington, als er zu den Mitarbeitern des National Observer stieß, einer Wochenzeitung von Dow Jones. Als der Observer 1977 einstieg, wurde er Reporter für das Wall Street Journal und verbrachte dort zwölf Jahre, unter anderem mit den Themen Kongress, nationale Politik und Weißes Haus.
Merry wurde 1987 Managing Editor von Congressional Quarterly. Er wurde 1990 zum Executive Editor befördert und 1997 zum President und Editor-in-Chief ernannt. Er hatte diese Position 12 Jahre lang inne und führte CQ in das digitale Zeitalter. In diesem Jahr wurde CQ an The Economist of London verkauft, und Merry wurde 2011 Herausgeber von The National Interest.

## Schriften (Auswahl)
- Taking On the World. Joseph and Stewart Alsop - Guardians of the American Century. New York 1996, ISBN 0-670-83868-3.
- Sands of Empire. Missionary Zeal, American Foreign Policy, and the Hazards of Global Ambition. New York 2005, ISBN 9780743266673.
- A Country of Vast Designs. James K. Polk, the Mexican War, and the Conquest of the American Continent. New York 2009, ISBN 9780743297448.
- Where They Stand. The American Presidents in the Eyes of Voters and Historians. New York 2012, ISBN 9781451625424.
- President McKinley. Architect of the American Century. New York 2017, ISBN 9781451625448.